# Instytut Polski w Tokio
Instytut Polski w Tokio (jap. ポーランド広報文化センター Pōrando Kōhō Bunka Sentā) – polska placówka kulturalna w stolicy Japonii podlegająca Ministerstwu Spraw Zagranicznych RP.
Instytut został założony 17 listopada 2011. Głównym jego zadaniem jest wypełnianie zadań z zakresu dyplomacji publicznej, tj. utrzymywanie dobrych stosunków społecznych, naukowych i kulturalnych między Polską a Japonią. Instytut organizuje wystawy, koncerty, pokazy filmów, promocje książek, przekłady książek, koordynuje wymianę naukową i kulturową. Celem Instytutu jest poszerzanie wiedzy na temat Polski: kultury, sztuki, nauki, historii, gospodarki, polityki, socjologii.

## Dyrektorzy
- 2011–2014 – Mirosław Łuczko[3]
- 2014–2018 – Mirosław Błaszczak[4]
- 2018–2021 – Maria Żurawska[5]
- od 2021 – Urszula Osmycka